# Десятидолларовая купюра (Лихтенштейн)
«Десятидолларовая купюра» (англ. Ten Dollar Bill), также известная как «Долларовая купюра» (англ. Dollar Bill), — литографический рисунок в стиле прото-поп-арт, созданный американским художником Роем Лихтенштейном в 1956 году. В нём сочетаются стилей американы и кубизма, рисунок относится к начальному этапу работы Лихтенштейна в стиле поп-арт. 25 литографий «Десятидолларовой купюры» были сделаны художником, которые были выставлены в нескольких галереях. Произведение частично основано на дизайне банкноты в 10 долларов США и оказало влияние на несколько более поздних работ Лихтенштейна. Рисунок получил преимущественно благоприятный приём у критиков и оценивается как одно из лучших художественных изображений валюты.

## История
Рой Лихтенштейн начал экспериментировать с гравюрой в конце 1940-х годов, задолго до роста своей популярности в начале 1960-х годов. Лихтенштейн создал свою первую литографию и гравюру на дереве в 1948 году, когда работал над получением степени магистра изобразительных искусств в Университете штата Огайо. В конце 1940-х годов он писал абстрактные картины под влиянием нескольких художников, особенно Пабло Пикассо. С 1951 по начало 1956 года Лихтенштейн рисовал то, что Джанни Меркурио определял как «зубчатые, посткубистские» дизайны известных американских произведений искусства. Темой многих его произведений служили портреты американского Запада, особенно коренных американцев и ковбоев, а также другие темы, такие как изображения президента Джорджа Вашингтона. Лихтенштейн назвал этот период своей «американской» серией, и она была преимущественно негативно оценена критиками. Лихтенштейн также начал экспериментировать и с абстрактным экспрессионизмом, используя эту технику и в нескольких своих работах из «американской» серии. Однако они также были плохо восприняты, один из критиков сравнил их с «каракулями пятилетнего ребёнка».
В 1956 году Лихтенштейн создал 25 литографий «Десятидолларовой купюры» и передал их нескольким частным коллекционерам и музеям. С конца октября 1994 года она была выставлена в Национальной галерее искусств в Вашингтоне, вместе с ещё 89 печатными работами Лихтенштейна.. Будучи частью «Принтов Роя Лихтенштейна» «Десятидолларовая купюра» демонстрировалась в Вашингтоне до 8 января 1995 года, после чего она была перемещена в Музей искусств округа Лос-Анджелес и выставлена в рамках городского Зимнего фестиваля’95, начиная с середины февраля того же года. Далее в мае того же работа художника была перевезена в Музей искусств Далласа, последнее место, где она показывалась широкой публике. В декабре 1996 года Лихтенштейн и его жена пожертвовали 154 гравюры своего авторства Национальной галерее искусств на постоянное хранение. Это пожертвование включало в себя ещё несколько известных произведений, в том числе «Плачущую девушку», а также одно из изданий «Десятидолларовой купюры».
Другое издание «Десятидолларовой купюры» представляло выставку «Покажи мне деньги: доллар как искусство» (англ. $how Me The Money: The Dollar As Art) на её открытии в Музее денег в городе Колорадо-Спрингс. Эта выставка проходила с 4 октября по 1 декабря 2002 года. Литография демонстрировалась наряду с работами Энди Уорхола, Роберта Дауда и других художников. Позднее работа вошла в состав коллекции «Принты Роя Лихтенштейна 1956—1997», созданной полностью из семейного собрания Джордана Шницера. Серия этих выставок стартовала в июне 2006 года в Музее искусств Джордана Шницера и затем продолжилась по всей стране, проходя в Лас-Вегасе, Остине и других местах. Коллекционный тур закончился в 2008 году.

## Описание
Основываясь на дизайне десятидолларовой купюры работа Лихтенштейна имеет размеры 14 на 28,6 сантиметра и нарисована на листах бумаги с размерами 42,8 на 57,6 сантиметров. Стиль произведения был определён как прото-поп-арт. Дженис Хендриксон охарактеризовал его как «Подобное Пикассо видение того, как может выглядеть валюта», а также как «юмористическая» комбинация «устоявшихся форм искусства и американы». Рисунок имеет размеры и форму десятидолларовой купюры и полностью покрывает необходимое пространство, что привело к тому, что работа Лихтенштейна рассматривалась Хендриксоном как «почти кажущейся подделкой денег». Мэри Ли Корлетт и Хендриксон отмечали, что «схематическая голова» медальонного портрета Александра Гамильтона и рельефная особенность печати «изображает его как плоское, муравьедоподобное существо» с «волосами молодого Пикассо» и глазами, похожими на «фигуру Франсиса Пикабиа». Согласно Хендриксону, внешнее обрамление для долларовой купюры было «упрощено» по сравнению с оригинальным долларовым дизайном и выполнено в «несбалансированной, пьяной моде». Литография обрамлена со всех сторонами полями, включающими подпись «rf Lichtenstein» и число от одного до 25, за которым следует /25, отражающее номер печати конкретной работы, а также годы 1956/79.

## Критика
Стивен Гуд, критик журнала «Insight on the News», считал эту работу началом движения поп-арта, назвав её «признаком того, что другие художники будут заниматься обыденными, но сакральными предметами, включая американский флаг». Лихтенштейн, размышляя о своей работе, сказал журналистам: «идея подделки денег всегда приходит к вам, когда вы делаете литографию». Несмотря на оценки критиков, Лихтенштейн в интервью с Джоан Мартер считал работу «своего рода кубистической долларовой купюрой, а не попсовой».
В книге «Off Limits: Rutgers University and the Avant-garde, 1957—1963» работа Лихтенштейна была описана как «юмористическая, кубистическая абстракция валюты». После того, как десятое издание «Десятидолларовой купюры» было передано в Национальную галерею Австралии, критик Жаклин Бабингтон оценила ранние работы Лихтенштейна, включая её, «интригующими предшественниками последующего развития художника». Она назвала её «прекрасно нарисованной от руки литографией» и считала работу «единственным намёком на неизбежную одержимость Лихтенштейна американской популярной культурой». Бабингтон подытожила свою рецензию, отметив: «Мы видим, что Лихтенштейн сначала берет повседневный объект, символизирующий растущую американскую потребительскую культуру, в качестве своего предмета изучения».